# Belagerung von Mons (1709)
Carpi – Chiari – Cremona – Kaiserswerth – Luzzara   – Santa Marta – Cádiz – Friedlingen – Vigo – Schmidmühlen – Bonn – Krottensee – Ekeren – Höchstädt – Speyerbach – Schellenberg – Gibraltar – Höchstädt – Vélez-Málaga – Marbella – Cassano – Barcelona – Sendlinger Mordweihnacht – Aidenbach – Calcinato – Ramillies – Turin – Castiglione – Santa Cruz de Tenerife – Almansa – Kap Béveziers – Toulon – Lizard Point – Lille – Oudenaarde – Gent – Malplaquet – Mons – Almenar – Saragossa – Syrakus – Villaviciosa – Rio de Janeiro – Denain – Barcelona
Die Alliierten gewannen 1709 die Schlacht bei Malplaquet, hatten aber dabei schwere Verluste. Nun versuchten sie die Stadt Mons zu erobern, die von den Franzosen nur mangelhaft auf eine Belagerung vorbereitet werden konnte. Dennoch war die Stadt gut geschützt, sie lag seinerzeit teilweise auf einem Hügel und einer Ebene, die durch Sümpfe geschützt wurde. Dazu gab es einen Wall mit 18–20 Ravelins, mehreren Lunetten, Fleschen sowie Horn- und Kronwerken, dazu ein doppelter Graben, der durch die Flüsse Trouille und Haine gespeist wurde. Darüber hinaus konnte die Besatzung die Umgebung durch Schleusen unter Wasser setzen. 
Kommandant der Festung war der General Grimaldi, der ca. 4000 meist spanische Soldaten kommandierte, was für die Größe der Festung viel zu wenig war. Darüber hinaus waren ihm die Einwohner nicht wohl gesonnen.

## Belagerung
Am 24. September griff der Prinz von Nassau Außenbereiche der Festung an, am 25. September kam auch der Prinz Eugen von Savoyen mit dem Belagerungsheer an. Bereits in der Nacht zum 26. wollte man die Festung von zwei Seiten angreifen. In der Dunkelheit verirrten sich aber viele Soldaten. In der Festung wurde die Annäherung aber erst bemerkt, als der Mond die Szenerie beleuchtete. Daraufhin schossen die Belagerten von den Wällen und töteten 3 Offiziere und 54 Soldaten.
Man begann nun mit der Anlage der Parallelen und Laufgräben, war aber durch heftigen Regen und stetigen Beschuss durch die Verteidiger behindert. So musste man den Boden mit Faschinen befestigen und Abzugsgräben anlegen, um das Wasser in die Trouille abzuleiten. Die Verteidiger versuchten einen Ausfall mit 300 Mann, diese stießen auf ein englisches Regiment und wurden von anrückender Verstärkung wieder zurückgeschlagen. Am 20. Oktober war man mit den Schanzarbeiten fertig und auch Breschebatterien waren angelegt. Noch bevor es zum Hauptsturm kam, bot der Kommandant die Kapitulation an. Das Angebot wurde angenommen und am 23. Oktober verließen 1500 Mann die Festung mit fliegenden Fahnen. Ein Teil ging nach Maubeuge, ein Teil nach Namur.
Die Einnahme von Mons beendete den Feldzug von 1709, denn die Franzosen waren durch die Niederlage bei Malplaquet noch zu geschwächt für Offensivaktionen.